# Kelly Sue DeConnick

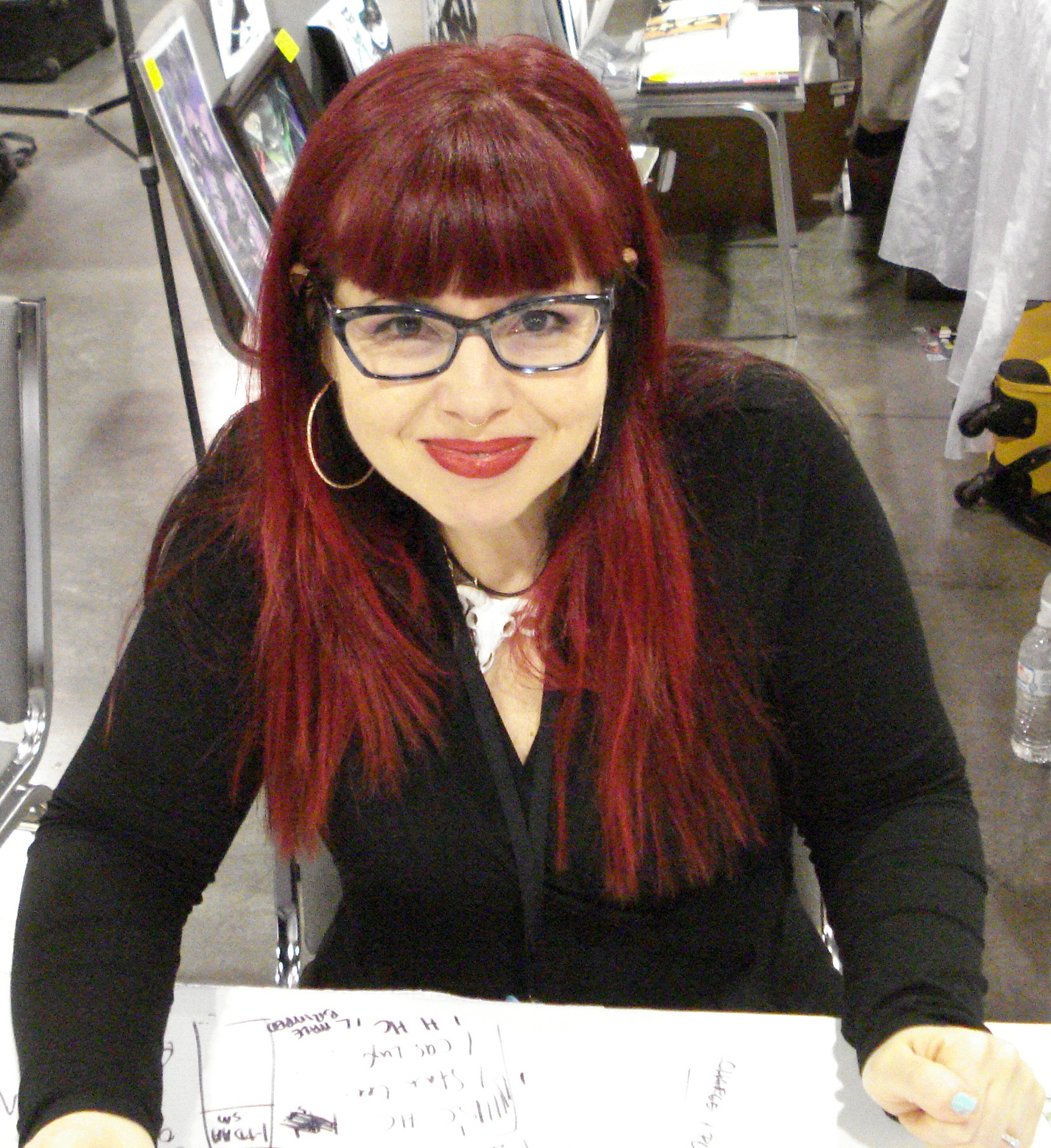
Kelly Sue DeConnick (2014)

Kelly Sue DeConnick (* 15. Juli 1970) ist eine US-amerikanische Comicautorin.
DeConnick schloss ihre Ausbildung an der University of Texas mit einem Abschluss in Theaterwissenschaft ab und arbeitete zunächst als Texterin für Männermagazine, bis sie Ende der 1990er-Jahre anfing, ihre eigenen Stories auf dem Internetforum des Comicautors Warren Ellis zu veröffentlichen. Ellis war so beeindruckt, dass er ihr einen kleinen Job als Webcomicreviewerin vermittelte. Über diesen Kontakt machte sich DeConnick als Lektorin in der damals kleinen US-amerikanischen Manga-Szene einen Namen. Den Durchbruch schaffte DeConnick 2010 mit Osborn, einer Miniserie über den Spider-Man-Schurken Norman Osborn, mit der sie sich als Stammautorin bei Marvel Comics etablierte. 2013 verfasste sie den Independent-Comic Pretty Deadly, der für den Eisner Award nominiert wurde, und seit 2013 ist sie Autorin der Marvel-Comicserie Captain Marvel.
DeConnick ist seit 2002 mit ihrem Comicautor-Kollegen Matt Fraction verheiratet, mit dem sie zwei gemeinsame Kinder hat. Sie trafen sich über das Internetforum von Warren Ellis. DeConnick war nach eigenen Angaben einst eine Alkoholikerin, bis sie 2000 zu den Anonymen Alkoholikern ging und eine erfolgreiche Entziehungskur absolvierte.

## Auszeichnungen
- Nominierung für den Eisner Award 2014 (Bester Comicautor) für Pretty Deadly
- 2016: British Fantasy Award für Bitch Planet (gemeinsam mit Valentine De Landro, Robert Wilson IV & Cris Peter)